# Shark Night 3D
 Shark Night 3D (Terror en lo Profundo en Hispanoamérica y Tiburón 3D. La presa en España) es una película de terror de 2011 en 3-D escrita por Will Hayes y Jesse Studenberg, dirigida por David R. Ellis. Está protagonizada por Sara Paxton, Alyssa Diaz, Dustin Milligan, Katharine McPhee y Joel David Moore. La película fue recibida negativamente por la crítica y recaudó $40 millones en todo el mundo, fue lanzada en Real 3D y Digital 3D.

## Sinopsis
Siete estudiantes de la Universidad de Tulane; Sara, Nick, Beth, Malik, Maya, Blake y Gordon, van en coche a la casa vacacional de Sara en un lago privado. Allí, Sara se encuentra con su antiguo novio, Dennis y su amigo, Red.
Nick, Blake, Malik y Maya van hacer wakeboarding, cuando un tiburón ataca a Malik. Él es capaz de nadar hacia la orilla con el brazo derecho arrancado. Cuando Nick nada en el lago para recuperar el brazo de Malik, es perseguido por el tiburón, pero logra llegar al muelle justo a tiempo. Por ser un estudiante de pre-medicina, logra estabilizar a Malik, y todos lo llevan al hospital. La sangre de la herida de Malik atrae a un Tiburón mako que ataca el barco. Maya se cae al agua y Nick le lanza una soga para que se sostenga. Mientras Sara va a la máxima velocidad, el Mako (conocido como el Tiburón más rápido en el océano) se acerca a Maya y la sujeta de los pies para luego devorarla. El tiburón después nada hacía la embarcación y se corta el hocico, dañando el timón, provocando que se estrelle contra la casa de botes. Sara, Nick y Malik llegan a la playa.
Dennis y Red llegan y se comprometen en llevar a Beth y Gordon a tierra firme a pedir ayuda. Durante el viaje en barco, Dennis revela que él y Red pusieron a los tiburones en el lago y desean alimentarlos con los estudiantes universitarios. Dennis obliga a Gordon a entrar en el agua, negándose este y recibiendo un disparo, cayendo al agua. Gordon nada hasta un mangle, pero es devorado por un tiburón toro. Red y Dennis obligan a Beth a quitarse la ropa y luego la lanzan a la red donde se suponía que iba a entrar Gordon. Cuando ella deja de moverse unos tiburones cigarro la atacan hasta matarla (aproximadamente 37 de ellos). Mientras tanto, Malik se arma con un arpón y se aventura en el agua para matar al tiburón que mató a Maya, quien era su novia. Su herida atrae a un tiburón martillo, lo mata, pero termina más herido que antes. Nick y Blake sacan al tiburón a la playa, y encuentran una cámara atada en el vientre y en la aleta dorsal del tiburón. Blake decide llevar a Malik a un hospital en una moto de agua. Cuando son perseguidos por tiburones, Malik se sacrifica para que Blake escape pero minutos después este es devorado por un tiburón blanco.
El Sheriff Sabin visita a Sara y Nick y les da sopa, lo que hace que Nick y el perro de Sara, que también ha tomado la sopa, se desmayen. Sara escucha a Dennis y Red en el radio de Sabin hablando, quienes describen la muerte de Beth. Sara trata de matar al Sherriff con un cuchillo, pero aparece Dennis y la detiene. Sara le muerde la mano e intenta escapar, pero le disparan un tranquilizante para que duerma y se la llevan al barco. Mientras, Sabin se prepara para sumergir a Nick en el lago, donde unos tiburones tigre areneros lo estaban esperando. Sabin revela que él, Dennis y Red se han inspirado en el documental de Discovery Channel: Semana del Tiburón y Faces of Death para crear vídeos en donde hombres con ropa y mujeres en bikini son devorados por tiburones. Nick es capaz de liberarse y enciende a Sabin con una lata de gasolina. Con graves quemaduras Sabin se sumerge en el lago y Nick lo encierra para luego ser devorado por los tiburones.
Dennis revela que está amargado con Sara por haberlo dejado. Red lanza al perro en el agua y poco después Dennis llama a Carl, el hombre de la tienda de cebos, diciéndole que libere al Gran Tiburón Blanco, Dennis y Red le lanzan sangre de pescado a Sara para que el Tiburón Blanco huela la sangre y la ataque. La sumergen en el lago dentro de una jaula de tiburones. Cuando está a punto de soltarla, Nick se presenta, tomando a Red como rehén. Después de una pelea en la que Dennis mata a Red accidentalmente, Nick golpea a Dennis y este cae al agua, después trata de liberar a Sara pero Dennis aparece e intenta estrangularlo. Nick Vio al Gran Tiburón Blanco, se escapa y el tiburón devora a Dennis. El tiburón luego de matar a Dennis trata de pasar entre los barrotes de la jaula de tiburones para matar a Sara, pero Nick mata al tiburón con una lanza y libera a Sara. Ambos nadan hasta al barco junto con el perro de Sara, después de haber sobrevivido. Más tarde un tiburón blanco salta a la pantalla, dando a entender que va hacía los supervivientes.

## Reparto
- Sara Paxton es Sara Palski.
- Dustin Milligan es Nick LaDuca.
- Chris Carmack es Dennis Crim.
- Katharine McPhee es Beth.
- Chris Zylka es Blake Hammond.
- Joel David Moore es Gordon.
- Donal Logue es Sheriff Sabin.
- Joshua Leonard es Red.
- Sinqua Walls es Malik.
- Alyssa Diaz es Maya.

## Especies de tiburón en la película
- Tiburón toro la única especie conocida por ser capaz de sobrevivir en agua dulce.
- Tiburón martillo
- Tiburón tigre
- Tiburón cigarro es la especie más pequeña que aparece en la película.
- Tiburón mako identificada solo al final de la película.
- Tiburón blanco es como la especie dominante en la película y también es la de mayor tamaño.

## Producción

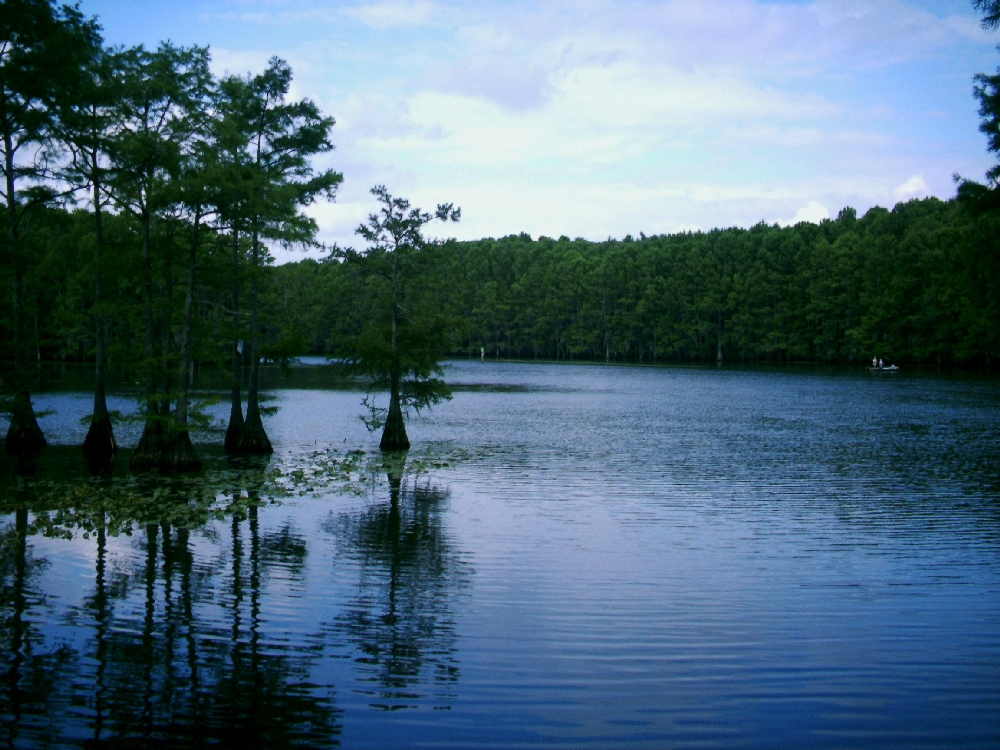
Lago Caddo — Texas.

Se llevó a cabo en el otoño de 2010 en Luisiana alrededor de la Ark-La-Tex Y Caddo Lake En Uncertain, Texas.
La película fue originalmente titulada Shark Night 3D, pero Ellis ha declarado que preferiría tener el título de ser Untitled Suspense Shark 3D. However, En marzo de 2011, Box Office Mojo indicó que el título había vuelto a Shark Night 3D.